# Pačlavice
Pačlavice (en allemand : Patschlawitz) est une commune du district de Kroměříž, dans la région de Zlín, en République tchèque. Sa population s'élevait à 849 habitants en 2025.

## Géographie
Pačlavice se trouve à 18 km à l'ouest-sud-ouest de Kroměříž, à 37 km à l'ouest-nord-ouest de Zlín, à 42 km à l'est-nord-est de Brno et à 217 km à l'est-sud-est de Prague.
La commune est limitée par Koválovice-Osíčany et Prasklice au nord, par Morkovice-Slížany à l'est, par Nítkovice au sud et par Švábenice et Dětkovice à l'ouest.

## Histoire
La première mention écrite de la localité date de 1131.

## Administration
La commune se compose de trois sections :
- Lhota
- Pačlavice
- Pornice

## Transports
Par la route, Pačlavice se trouve à 16 km de Vyškov, à 21 km de Kroměříž, à 62 km de Zlín, à 47 km de Brno et à 253 km de Prague.